# Fabrizio Bocchino
Fabrizio Bocchino (Erice, 26 novembre 1968) è un politico e fisico italiano, senatore della Repubblica nella XVII legislatura della Repubblica Italiana, eletto con il Movimento 5 Stelle alle elezioni politiche del 2013 per poi essere espulso nel 2014.
Ad oggi è un esponente di Sinistra Italiana.

## Biografia
Dopo il diploma nel 1987 al liceo scientifico Vincenzo Fardella di Trapani, si è laureato in Fisica nel 1993 presso l'Università di Palermo, conseguendo un dottorato in Fisica presso la stessa università nel 1997. Si occupa dal 1998 al 1999 di elaborazione dati presso l'Osservatorio astronomico di Palermo, con compiti di coordinamento delle attività del CED. Dal 1999 al 2001, vince una borsa di studio post-dottorato presso la Divisione di Astrofisica alle Alte Energie della Agenzia Spaziale Europea (ESA), con sede a Noordwijk (Olanda), dove studia l'emissione nella banda dei raggi X dei resti di supernova. Dal 2001 diviene ricercatore astronomo presso l'osservatorio Astronomico di Palermo dell'Istituto nazionale di astrofisica (INAF). È autore di diverse pubblicazioni scientifiche su riviste specializzate.
Terminata l'esperienza parlamentare, a marzo 2018 viene nominato direttore dell'Osservatorio astronomico di Palermo dall'INAF.

## Attività politica

### Elezione a senatore
Alle elezioni politiche del 2013 viene candidato al Senato della Repubblica, ed eletto senatore nella circoscrizione Sicilia per il Movimento 5 Stelle. Nella XVII legislatura della Repubblica è stato vicepresidente (dal 7 maggio 2013 al 20 gennaio 2016) e segretario (dal 21 gennaio 2016 al 22 marzo 2018) della 7ª Commissione Istruzione pubblica, beni culturali del Senato.
A febbraio 2014 Antonio Noziglia mediante il blog di Beppe Grillo riporta una presunta sfiducia della base, contestata, oltre che dallo stesso Bocchino, anche da Francesco Campanella anch'egli sfiduciato.
Il 26 febbraio 2014 è espulso dal Movimento 5 Stelle assieme ai senatori Luis Alberto Orellana, Francesco Campanella e Lorenzo Battista.
Dal giorno seguente entra a far parte del gruppo misto.
Il 15 maggio 2014 è tra i fondatori della componente del gruppo misto "Italia Lavori in Corso" (ILIC). Successivamente alla sua espulsione, insieme ad altri parlamentari fuoriusciti dal Movimento, ha proseguito nel versamento di metà dello stipendio e parte della diaria ad associazioni benefiche.
Ha quindi aderito alla lista L'Altra Europa con Tsipras, entrando a far parte, assieme al senatore Francesco Campanella, del Comitato nazionale eletto dall'Assemblea nazionale del 18 e 19 aprile e formando anche la rispettiva componente all'interno del gruppo misto, di cui fanno parte entrambi.

### Sinistra Italiana
A marzo 2016 aderisce al processo costituente del gruppo parlamentare Sinistra Italiana, che con la sua trasformazione in partito politico nel febbraio 2017, dove confluisce Sinistra Ecologia Libertà, aderisce.
Nel 2016 Bocchino comincia ad occuparsi della vicenda relativa al Progetto Human Technopole e del ruolo che in esso gioca l'Istituto Italiano di Tecnologia (IIT). In seguito alla scoperta dell'esistenza di un c.d. "tesoretto" accantonato dall'IIT a causa del mancato utilizzo degli ingenti fondi pubblici ad esso assegnati, nel Giugno 2017 presenta un emendamento al Senato per il riutilizzo dei fondi IIT inutilizzati ai fini dell'assunzione di giovani ricercatori, cosa richiesta anche da una petizione delle associazioni di rappresentanza dei precari della ricerca. Nonostante il testo dell'emendamento sia chiaramente rivolto all'inutilizzato "tesoretto" e non al finanziamento ordinario dell'Ente, egli è oggetto di una campagna denigratoria mirante a metterlo in cattiva luce, portata avanti da alcune testate locale genovesi, che lo accusano di "tagliare i fondi dell'IIT". Sebbene l'emendamento sia stato respinto, pochi mesi dopo, nel settembre 2017, la Ministra dell'istruzione, dell'università e della ricerca Valeria Fedeli annunciava che una parte consistente del "tesoretto" sarebbe stata sottratta all'IIT e devoluta al finanziamento competitivo di progetti di ricerca di base nelle università italiane.
Alle elezioni politiche del 2022 viene candidato alla Camera dei deputati, tra le liste di Alleanza Verdi e Sinistra in seconda posizione nel collegio plurinominale Sicilia 1 - 01 (in quota Sinistra Italiana), senza risultare eletto.